# Mîkulînți, Litîn
Mîkulînți (în ucraineană Микулинці) este localitatea de reședință a comunei Mîkulînți din raionul Litîn, regiunea Vinnița, Ucraina.

## Demografie
Componența lingvistică a localității Mîkulînți
     Ucraineană (98,85%)
     Alte limbi (1,15%)
Conform recensământului din 2001, majoritatea populației localității Mîkulînți era vorbitoare de ucraineană (98,85%), existând în minoritate și vorbitori de alte limbi.